# Miomantis binotata

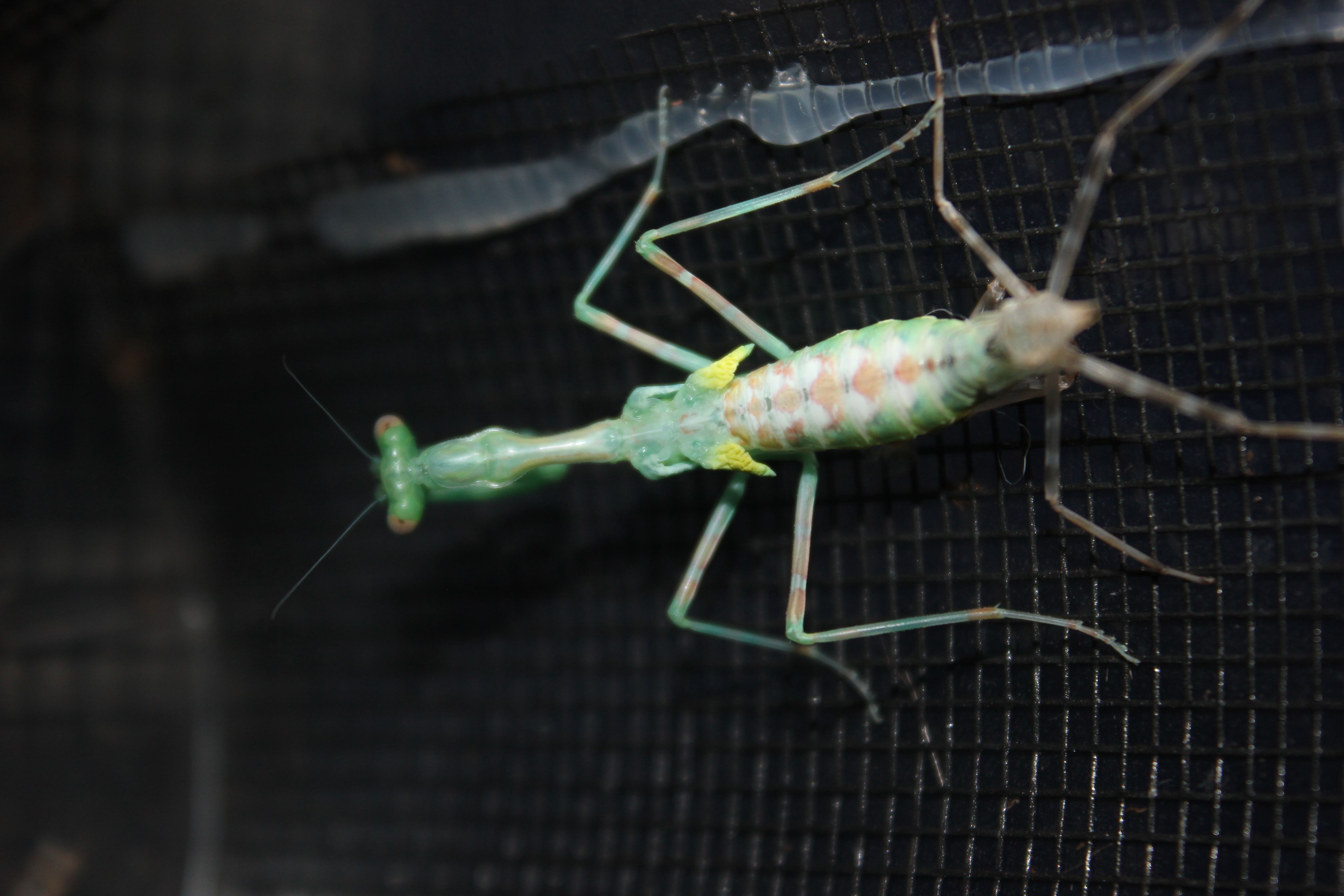
Miomantis binotata, Männchen bei der Häutung

Miomantis binotata, auch Bunte Zwergmantis genannt, ist eine Fangschrecke aus der Familie der Mantidae, Unterfamilie Miomantinae.

## Merkmale
Miomantis binotata wird etwa 30 bis 40 mm groß. Weibchen und Männchen sind nicht unterschiedlich groß, wie es bei vielen anderen Arten der Fangschrecken der Fall ist.
Die Flügel sind bei den Weibchen gemustert, wobei man dieses Muster erst nach der Adulthäutung sehen kann. Die Flügel der Männchen sind einheitlich grün.
Vor der Adulthäutung, auch schon in früheren Larvenstadien, besitzt die Fangschrecke rote Flecken auf dem Hinterleib.

## Verbreitung
Miomantis binotata ist in Ostafrika in den Staaten Kenia, Malawi, Ruanda, Burundi und Tansania beheimatet, wurde aber auch im westafrikanischen Togo gefunden.
Miomantis binotata bewohnt eher trockenere Gebiete, kann sich aber, trotz ihrer Farbe, hervorragend an Sträuchern, Gräsern und Gestrüpp tarnen.

## Besonderes
Die Männchen der Mantide sind sehr gute und wendige Flieger. Die Weibchen dieser Art können, wie viele andere Arten auch, nicht fliegen.
Wird Miomantis binotata bei entsprechender Temperatur gehalten, kann sie sich innerhalb von 40 bis 42 Tagen von der Larve bis zum adulten Stadium häuten.

## Zucht
Miomantis binotata hat nach dem Schlüpfen bis zum Adultstadium einheitlich viele Häutungen vor sich. Eine Zucht ist recht einfach. Rund zwei Wochen nach der Adulthäutung sind die Fangschrecken geschlechtsreif und können zur Verpaarung problemlos zusammengesetzt werden. Dabei sollte man darauf achten, dass das Weibchen wohl genährt bzw. gerade beim Fressen ist, wenn das Männchen sie befliegt.
Um die beiden zu verpaaren, sollte man ein großes Terrarium (Maße etwa 50 × 30 × 30 cm) mit vielen Versteckmöglichkeiten anbieten, damit das Männchen nach der Verpaarung die Flucht ergreifen kann.
Hat das Männchen das Weibchen gewittert, macht es vorsichtige Annäherungsversuche, bis es irgendwann blitzschnell auf das Weibchen springt und sich an ihm festhält.
Die Kopulation dauert in der Regel 3–6 Stunden. Dabei wird ein sogenanntes Spermapaket von seinem Abdomen in das Abdomen des Weibchens eingeführt.
Springt das Männchen von ihr ab, ist die Kopulation beendet. Im Regelfall wird die Hülle des Spermapakets wieder ausgeschieden, manchmal aber auch das ganze Spermapaket.
Im Normalfall muss man ein Weibchen nur einmal verpaaren, da es das Spermapaket nicht direkt aufbraucht, sondern immer nur Teile davon nimmt.
Miomantis binotata legt in der Regel bis zu 15 Ootheken in ihrem Leben. Der Ablegeabstand liegt teilweise bei 4 Tagen bis hin zu einer Woche oder länger. Die Larven schlüpfen nach ca. zwei bis drei Wochen (sofern die Temperatur ausreichend ist).
Aus einer Oothek schlüpfen ca. 20–30 Larven. Allerdings können es auch mehr oder weniger sein, je nach Größe der Oothek.
Die Oothek ist ca. 0,5–1 cm groß und hat einen Durchmesser von ca. 3 mm.